# Palm mute
Il palm mute è una tecnica tipica degli strumenti a corda che consiste nello smorzare il suono della corda con il palmo della mano che la pizzica mentre viene fatta suonare. Questa tecnica può avere la semplice funzione di interrompere un suono, "suonare una pausa": nel caso specifico della chitarra e del basso elettrico, il palm mute viene spesso adoperato in sostituzione delle pause che risulterebbero altrimenti troppo vuote rispetto ad una linea ritmica continua.
Il palm mute può anche essere usata per abbellire un pattern o per lasciare spazio ad altri strumenti.
La tecnica ha sicuramente radici molto lontane, difatti il suo uso è rinvenibile in parecchie celebri composizioni adattate alla chitarra classica come ad esempio Asturias, leyenda n. 5 de la Suite espanola di Isaac Albéniz. Tale tecnica applicata alla chitarra classica assume il nome di pizzicato.
Il palm mute ha uso su vasta scala spaziando dal rock, al blues (poco), al funky fino a gran parte (quasi tutti) i generi metal e punk. Inoltre è fondamentale per produrre una sonorità adatta per il reggae, oltre al ritmo in levare.
Con uno strumento molto distorto il suono che ne deriva sarà di certo molto basso e ricco di armoniche. Per chitarre elettriche unite ad una distorsione accentuata (tipiche del metal) solitamente la tecnica del palm mute è usata sulle ultime corde (le più grosse: mi, la, re in accordatura standard), principalmente per le sezioni ritmiche; il suo utilizzo negli assoli è quasi totalmente limitato ad evidenziare le note più basse nell'esecuzione di una scala, data la notevole difficoltà tecnica nell'eseguirlo sulle prime corde (le più fini).
Solitamente questa tecnica viene effettuata con plettrata alternata per ottimizzare i movimenti della mano destra e raggiungere elevate velocità di esecuzione. Certi chitarristi preferiscono plettrare unicamente verso il basso anche se richiede un impegno maggiore, poiché la sonorità che ne risulta è diversa. L'uso del palm muting può essere miscelato a plettrate non stoppate, come nel caso della Cavalcata Metal. In questo caso avremo una pennata alternata (giù - su) in palm-muting, seguita da una verso il basso senza fermare le corde; il tutto eseguito molto velocemente. Ne sono tipici esempi i brani The Trooper degli Iron Maiden e l'intro di No Remorse dei Metallica.
Uno dei rari utilizzi di palm muting sulle prime corde si può apprezzare in Lucretia dei Megadeth, o anche in Like You degli Evanescence.